# Mia Martini
Mia Martini [ˈmiːa marˈtiːni] (Bagnara Calabra, Reggio Calabria, 20 de setembro de 1947 — Cardano al Campo, Varese, 13 de Maio de 1995) foi uma cantora e compositora italiana.

## Biografía
Nascida em 1947, lança o primeiro disco de 45 rotações I miei baci non puoi scordare (Não dá para você esquecer meus beijos) com apenas 15 anos, e seu nome verdadeiro.
No começo, cantava nas festas das vilas e participava de concursos para novos talentos. A virada aconteceu no encontro com o compositor Carlo Alberto Rossi e conseqüentemente o contrato com a editora musical Jukebox, sua casa discográfica. Graças a esse disco, chamou a atenção como moça "yé-yé" da revista semanal Tuttomusica que a inclui numa banda chamada “La Greffa”. Foi em seguida de uma cover de um sucesso inglês, “In Summer”, e graças a sua terceira produção “Il Magone”, no ano de 1964, que conseguiu os primeiros êxitos na carreira. Naquela época, foi convidada a participar como “nova hóspede” no show de TV “Teatro 10”, dirigido por Lelio Lutazzi, onde interpretou uma divertida música chamada “E adesso che abbiamo litigato” (E agora que brigamos). Além disso, depois desse ótimo começo, ficou esquecida até o ano de 1970, ou seja até sua participação no primeiro Festival da vanguarda e novas tendências de Viareggio onde, com a propria banda “La macchina” (A máquina), ganhou cantando “Padre davvero” (Pai de verdade), uma música engajada e anticonformista. Veio à luz o primeiro LP Oltre la collina (Além da colina). Entre os autores, aparece também Claudio Baglioni.
Em abril de 1972, ganhando o contrato com a RCA, passa para a casa Ricordi e lança Piccolo Uomo (Pequeno homem), fruto da sua colaboração com Bruno Lauzi. O disco fica durante 5 meses nos primeiros lugares do hit-parade italiano e ganha a edição do Festivalbar (o bis vai ocorrer em 1973 com Minuetto, cujo autor é Franco Califano). Torna-se um sucesso também na França, Espanha e América Latina. No outono do mesmo ano, ela participa da Mostra Internazionale di Música Leggera de Veneza com “Donna sola” (Mulher sozinha) e publica um novo álbum: “Il giorno dopo” (O dia depois) que inclui também “Ma quale amore” de Antonello Venditti, a cover da música “Your Song” de Elton John, e “Signora” (Senhora), de Jean Manuel Serrat, traduzida por Paolo Limiti.
Para Mia é uma época de ouro: Ganha a “Gondola d’oro” de Veneza graças as vendas do disco “Donna sola”, mais o referendum da revista "Sorrisi e canzoni" como melhor cantora do ano além do prêmio da crítica européia em Palma de Malorca. Na Espanha, começa uma colaboração com Charles Aznavour que dura 3 anos e que acaba em  1977 com um tour triunfal.
Nessa época Mia publica mais dois álbuns "Sensi e controsensi" (Sentidos e contrasentidos) e "Un altro giorno per me" (Um outro dia para mim). No ano seguente publica “Per amarti” (Para amar-te) no qual ela canta com músicos do quilate de Tullio De Piscopo, Ivano Fossati, e Ruggero Cini. No ano de 1977 é vedete do Festival de Tóquio, e em 1982 participa do famoso festival em Sanremo pela primeira vez com a música de Ivano Fossati “E non finisce mica il cielo” (E não acaba o céu) ganhando o prêmio como melhor intérprete. Desse festival há outras participações suas: Em 1989 com “Almeno tu nell’universo” (Ao menos você no universo) de Bruno Lauzi. Em 1990 com "La nevicata del ‘56" (A nevada de '56) e em 1992 com “Gli uomini non cambiano” (Os homens não mudam) ficando em segundo lugar, no mesmo ano participa do tradicional festival "eurovision", ficando injustamente na terceira posiçao.  Em 13 de maio de 1995 ela morre devido a uma overdose. As hipóteses de suicídio ocorridas nos dias seguintes à descoberta do corpo foram negadas pelas irmãs. Anos depois, Olivia, a caçula das irmãs Berté, disse último período de vida da cantora foi "...maravilhoso...".
Em 2019, foi realizado por Riccardo Donna o filme biográfico Io sono Mia (o título é, em Italiano, um duplo sentido: Eu sou Mia, mas tambèm Eu sou minha).
Em 2000 a cantora ítalo-brasileira Deborah Blando presta homenagem a Mia Martini em seu segundo álbum em italiano Salvatrice, Regravando "In Una Notte Cosi".

## Outras imagens

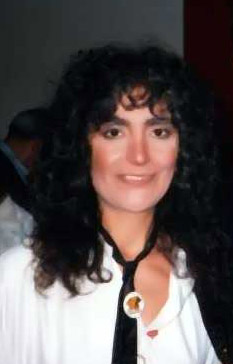
Mia Martini em Caselle Landi, 1986.
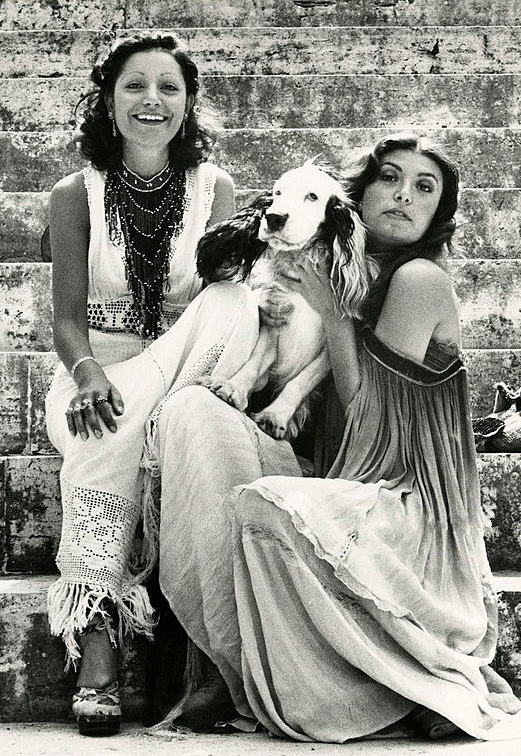
Mia Martini (esq.), com sua irmã Loredena Bertè.

## Bibliografía
- Menico Caroli, Il mio canto universale (TXT), Firenze, Tarab, 1999, ISBN 88-86675-99-2 (archiviato dall'url originale il 31 luglio 2014).
- Dario Salvatori, Dizionario delle canzoni italiane, Roma, Elleu Multimedia, 2001, ISBN 88-88169-01-6.
- Pippo Augliera, Mia Martini. La regina senza trono, Napoli, Guida, 2005, ISBN 88-6042-147-0.
- Marcello M. Giordano, Leda Berté, Il caso Mia Martini, Roma, Herald, 2006, ISBN 88-89672-09-9.
- Dario Salvatori, Il grande dizionario della canzone italiana, Milano, Rizzoli, 2006, ISBN 88-17-01284-X.
- Giorgio Nobis, La mia Mimì. Il mio viaggio con Mia Martini, Torino, Seneca, 2007, ISBN 88-6122-051-7.
- Mimmo Gallo, Mia Martini. Io sono la Calabria, Reggio Calabria, Laruffa, 2007, ISBN 88-7221-342-8.
- Carlo Mandelli, Mia Martini. Come un diamante in mezzo al cuore, Roma, Arcana, 2009, ISBN 88-6231-066-8.
- Menico Caroli, Guido Harari, Mia Martini. L'última occasione per vivere, Milano, TEA, 2009, ISBN 88-502-2042-1.
- Pippo Augliera, Mia Martini. La você dentro, Arezzo, Zona, 2011, ISBN 978-88-6438-240-1.
- Aldo Nove, Mi chiamo, Milano, Skira, 2013, ISBN 978-88-572-1924-0.
- Salvatore Coccoluto, Mia Martini. Almeno tu nell'universo, Reggio Emilia, Imprimatur, 2015, ISBN 978-8868302290.
- Loredana Bertè, Malcom Pagano, Traslocando. É andata così, Rizzoli Editore, 2015, ISBN 978-8817084277.
- Enrico Taddei, Mia Martini. Canzoni d'amore - Le parole di una poetessa nel cuore, BastogiLibri, Roma 2016. ISBN 978-8899376536.